# Pawel Sergejewitsch Porschnew
Pawel Sergejewitsch Porschnew (russisch Павел Сергеевич Поршнев; * 3. August 1983 in Kandalakscha) ist ein russischer Naturbahnrodler. Er startete auch im Einsitzer, ist aber vor allem im Doppelsitzer mit seinem Partner Iwan Lasarew erfolgreich. Mit drei Weltmeistertiteln, sechs Europameistertiteln und vier Gesamtweltcupsiegen bilden sie eines der erfolgreichsten Doppelsitzerpaare.

## Karriere
Porschnew startete ab 2001 bei internationalen Juniorenmeisterschaften und bestritt im Januar 2002 in Hüttau und Železniki seine ersten Weltcuprennen. Im Einsitzer erreichte er in diesen Weltcuprennen nur Platzierungen um Rang 30 und auch im Doppelsitzer konnte er sich mit seinem Partner Iwan Lasarew nur im Schlussfeld klassieren. Im Februar desselben Jahres wurden Porschnew/Lasarew bei der Europameisterschaft in Frantschach Zehnte und zugleich Letzte, aber bei der Juniorenweltmeisterschaft 2002 in Gsies gewannen sie die Silbermedaille im Doppelsitzer, im Einsitzer wurde Porschnew Neunter.
In der Saison 2002/2003 gelang dem Doppelsitzerpaar Porschnew/Lasarew der Aufstieg an die Weltspitze. Zu Saisonbeginn standen sie in Völs erstmals auf dem Podest und am 19. Januar 2003 feierten sie in Moskau ihren ersten Weltcupsieg. Nach einem weiteren Sieg in Kindberg konnten sie mit einem zweiten Platz beim Finale in Olang das polnische Doppel Andrzej Laszczak und Damian Waniczek in der Gesamtwertung um zehn Punkte überholen, womit sie sich gleich in ihrer ersten vollen Saison den Gesamtweltcupsieg sicherten. Porschnew nahm in diesem Winter auch zweimal im Einsitzer an Weltcuprennen teil, erzielte dabei aber nur die Plätze 21 und 18. Bei der Weltmeisterschaft 2003 im slowenischen Železniki gewannen Porschnew/Lasarew, die eine Woche zuvor in Kreuth Junioreneuropameister geworden waren, die Silbermedaille hinter den Österreichern Wolfgang und Andreas Schopf. Im Einsitzer belegte Porschnew den 27. Rang.

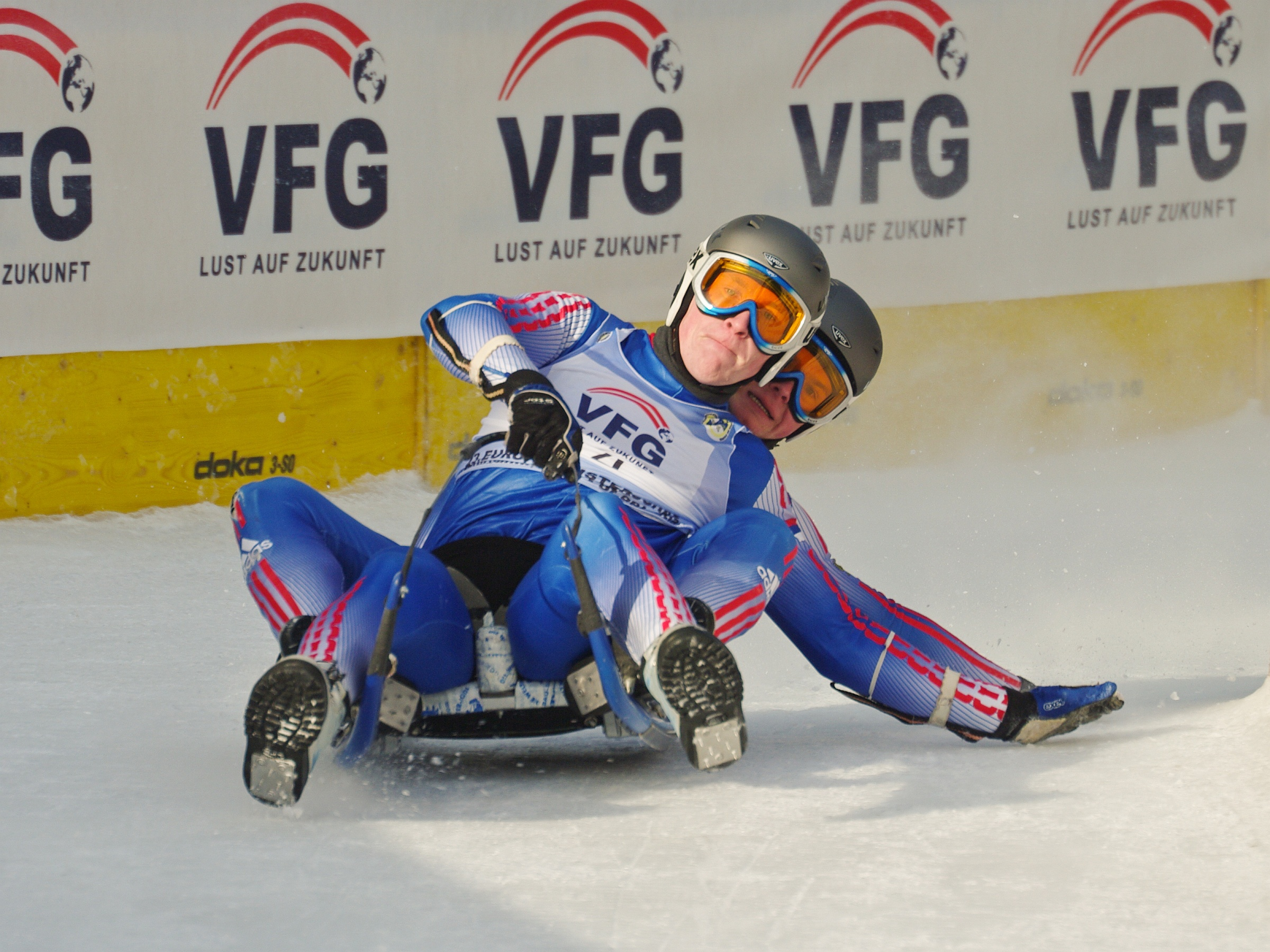
Pawel Porschnew (vorne) im Doppelsitzer mit Iwan Lasarew bei der EM 2010

In der Weltcupsaison 2003/2004 gelangen dem russischen Doppel zwei Siege und weitere drei Podestplätze. Beim Finale in Aurach erreichten sie mit einem dritten Platz dieselbe Gesamtpunkteanzahl wie die Österreicher Schopf/Schopf, die das letzte Rennen an zweiter Position beendeten. Aufgrund des besseren Streichresultates (vierter Platz bei Porschnew/Lasarew gegenüber einem fünften Platz von Schopf/Schopf) gewannen die Russen zum zweiten Mal den Doppelsitzer-Gesamtweltcup. Im Einsitzer erreichte Porschnew mit zwei 16. Plätzen in Grande Prairie und Garmisch-Partenkirchen seine bis heute besten Weltcupergebnisse. In der Gesamtwertung belegte er damit, ebenso wie im nächsten Winter, den 24. Rang. Auch diese beiden Gesamtplatzierungen sind seine bisher besten im Einsitzer. Bei der Europameisterschaft 2004 in Hüttau gewannen Porschnew/Lasarew vor ihren Landsmännern Denis Alimow und Roman Molwistow die Goldmedaille im Doppelsitzer. Im Einsitzer erzielte Porschnew Rang 29.
Nur ein Sieg gelang dem Duo Porschnew/Lasarew in der Saison 2004/2005. In der Gesamtwertung fielen sie dadurch hinter den Österreichern Beer/Kögl mit drei Siegen und den Polen Laszczak/Waniczek mit zwei Siegen auf Rang drei zurück. Bei der Weltmeisterschaft 2005 in Latsch waren die Russen aber nicht zu schlagen. Sie gewannen vor den Italienern Armin Mair und Johannes Hofer die Goldmedaille im Doppelsitzer und zusammen mit Jekaterina Lawrentjewa und Alexei Lebedew die Silbermedaille im Mannschaftswettbewerb, hinter dem Team Österreich I.
In der Saison 2005/2006 gewannen Porschnew/Lasarew zwei Weltcuprennen in Grande Prairie und erzielten weitere drei Podestplätze. In der Gesamtwertung wurden sie nur vom österreichischen Doppel Christian Schatz und Gerhard Mühlbacher geschlagen, das ebenfalls zwei Saisonsiege feierte. Bei der Europameisterschaft 2006 in Umhausen setzten sich Porschnew/Lasarew aber gegen die Österreicher Schatz/Mühlbacher durch und sie wurden mit Laufbestzeiten in beiden Durchgängen zum zweiten Mal Europameister. Den Einsitzerwettbewerb beendete Porschnew an 30. Stelle.
Den Gesamtsieg in der Saison 2006/2007 holten sich mit drei Rennsiegen wieder die Österreicher Schatz und Mühlbacher. Pawel Porschnew und Iwan Lasarew erzielten zwar vier zweite Plätze, blieben aber ohne Sieg und damit im Gesamtklassement 30 Punkte hinter den Österreichern auf Rang zwei. Bei der Weltmeisterschaft 2007 im kanadischen Grande Prairie, wo Porschnew/Lasarew im Vorjahr beide Weltcuprennen gewonnen hatten, waren sie auch diesmal erfolgreich. Mit zwei Laufbestzeiten und einem Vorsprung von 1,42 Sekunden auf ihre Landsmänner Alexander Jegorow und Pjotr Popow sicherten sie sich zum zweiten Mal in ihrer Karriere den Weltmeistertitel. Im Mannschaftswettbewerb wurde das Team Russland I, in dem Porschnew und Lasarew starteten, allerdings disqualifiziert, weil die Schienen an Lasarews Rodel eine zu hohe Temperatur aufwiesen.
In der Weltcupsaison 2007/2008 musste sich das Duo Porschnew/Lasarew, wie auch alle andere Doppelsitzerpaare, dem überragenden italienischen Duo Patrick Pigneter und Florian Clara geschlagen geben, das alle sechs Weltcuprennen gewann. Mit vier zweiten, einem dritten und einem fünften Platz erzielten die Russen zum dritten Mal hintereinander den zweiten Rang im Gesamtweltcup. Nur bei der Europameisterschaft 2008 in Olang konnten sie die Italiener schlagen und wurden damit zum dritten Mal in Folge Europameister, was zuvor nur den österreichischen Brüdern Andi und Helmut Ruetz gelang.

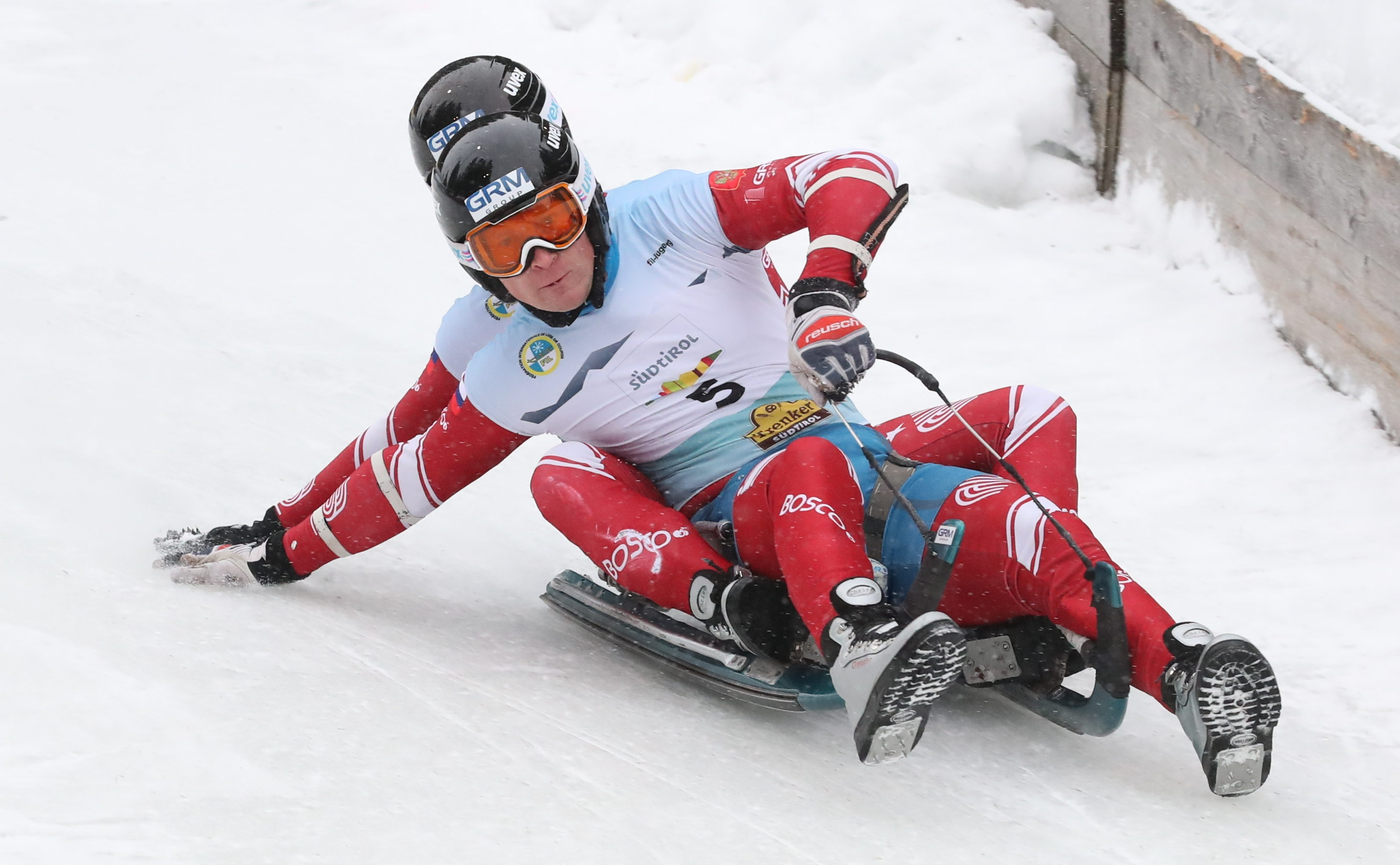
Porschnew/Lasarew beim Weltcup in Mariazell (2022)

Auch in der Saison 2008/2009 belegten Porschnew/Lasarew den zweiten Platz im Gesamtweltcup hinter Pigneter/Clara. Sie begannen die Saison zwar mit zwei Siegen in St. Sebastian und Umhausen, aber alle weiteren Rennen konnte das italienische Doppel gewinnen. Beim Saisonhöhepunkt blieben Porschnew/Lasarew, die in den letzten fünf Jahren alle Welt- und Europameisterschaften im Doppelsitzer gewonnen hatten, zum ersten Mal seit der EM 2002 in dieser Disziplin ohne Medaille. Sie erreichten bei der Weltmeisterschaft 2009 in Moos in Passeier nur den vierten Platz im Doppelsitzer, gewannen aber Bronze mit der Mannschaft. In diesem Winter nahm Porschnew erstmals seit drei Jahren auch wieder an drei Einsitzerrennen im Weltcup teil, kam dabei aber nicht über Platz 22 hinaus. Ab dem nächsten Winter startete er wieder ausschließlich im Doppelsitzer.
In der Weltcupsaison 2009/2010 gewannen Porschnew/Lasarew ein Rennen in Nowouralsk und erreichten mit weiteren vier Podestplätzen zum fünften Mal in Folge und zum dritten Mal hinter Pigneter/Clara den zweiten Platz im Gesamtweltcup. Ihr schlechtestes Saisonresultat erzielten sie bei der Europameisterschaft 2010 in St. Sebastian, wo sie nur Sechste wurden. In der Saison 2010/2011 erreichten Porschnew/Lasarew wie im Vorjahr einen Sieg in Nowouralsk und weitere vier Podestplätze, womit sie zum sechsten Mal in Folge Zweite im Gesamtweltcup wurden. Bei der Weltmeisterschaft 2011 im Umhausen wurden sie nach 2005 und 2007 zum dritten Mal Weltmeister im Doppelsitzer und gewannen mit Jekaterina Lawrentjewa und Juri Talych im Team Russland I zum zweiten Mal in Folge die Bronzemedaille im Mannschaftswettbewerb.
In der Saison 2011/2012 erreichten Porschnew/Lasarew vier Siege und zwei zweite Plätze, womit sie zum insgesamt dritten Mal bzw. zum ersten Mal seit acht Jahren den Doppelsitzer-Gesamtweltcup für sich entschieden. Siegreich waren sie auch bei der Europameisterschaft 2012 in Nowouralsk, wo sie zum vierten Mal den EM-Titel im Doppelsitzer und zusammen mit Jekaterina Lawrentjewa und Juri Talych erstmals den Mannschaftswettbewerb gewannen.

## Erfolge
(Doppelsitzer mit Iwan Lasarew)

### Weltmeisterschaften
- Železniki 2003: 2. Doppelsitzer, 27. Einsitzer
- Latsch 2005: 1. Doppelsitzer, 2. Mannschaft
- Grande Prairie 2007: 1. Doppelsitzer
- Moos in Passeier 2009: 4. Doppelsitzer, 3. Mannschaft
- Umhausen 2011: 1. Doppelsitzer, 3. Mannschaft
- Deutschnofen 2013: 2. Mannschaft, 5. Doppelsitzer
- Sankt Sebastian 2015: 3. Doppelsitzer
- Vatra Dornei 2017: 6. Doppelsitzer
- Latzfons 2019: 2. Doppelsitzer
- Umhausen 2021: 6. Doppelsitzer

### Europameisterschaften
- Frantschach 2002: 10. Doppelsitzer, 27. Einsitzer
- Hüttau 2004: 1. Doppelsitzer, 29. Einsitzer
- Umhausen 2006: 1. Doppelsitzer, 30. Einsitzer
- Olang 2008: 1. Doppelsitzer
- St. Sebastian 2010: 6. Doppelsitzer
- Nowouralsk 2012: 1. Doppelsitzer, 1. Mannschaft
- Umhausen 2014: 2. Doppelsitzer, 2. Mannschaft
- Passeier 2016: 3. Doppelsitzer
- Obdach 2018: 3. Mannschaft, 4. Doppelsitzer
- Moskau 2020: 2. Doppelsitzer
- Laas 2022: 1. Doppelsitzer

### Juniorenweltmeisterschaften
- Gsies 2002: 2. Doppelsitzer, 9. Einsitzer

### Junioreneuropameisterschaften
- Tiers 2001: 6. Doppelsitzer, 23. Einsitzer
- Kreuth 2003: 1. Doppelsitzer, 16. Einsitzer

### Weltcup
- 4× Gesamtweltcupsieg im Doppelsitzer in den Saisonen 2002/2003, 2003/2004, 2011/2012 und 2016/17
- 7× 2. Gesamtrang im Doppelsitzer in den Saisonen 2005/2006, 2006/2007, 2007/2008, 2008/2009, 2009/2010, 2010/2011 und 2017/18
- 5× 3. Gesamtrang im Doppelsitzer in der Saison 2004/2005, 2012/13, 2013/14, 2018/19 und 2021/22
- 83 Podestplätze, davon 23 Siege:

| Datum             | Ort                    | Land        | Disziplin    |
| ----------------- | ---------------------- | ----------- | ------------ |
| 19. Januar 2003   | Moskau                 | Russland    | Doppelsitzer |
| 30. Januar 2003   | Kindberg               | Österreich  | Doppelsitzer |
| 6. Januar 2004    | Grande Prairie         | Kanada      | Doppelsitzer |
| 18. Januar 2004   | Garmisch-Partenkirchen | Deutschland | Doppelsitzer |
| 18. Dezember 2004 | Campill                | Italien     | Doppelsitzer |
| 3. März 2006      | Grande Prairie         | Kanada      | Doppelsitzer |
| 5. März 2006      | Grande Prairie         | Kanada      | Doppelsitzer |
| 11. Januar 2009   | St. Sebastian          | Österreich  | Doppelsitzer |
| 18. Januar 2009   | Umhausen               | Österreich  | Doppelsitzer |
| 20. Dezember 2009 | Nowouralsk             | Russland    | Doppelsitzer |
| 12. Dezember 2010 | Nowouralsk             | Russland    | Doppelsitzer |
| 14. Januar 2012   | Olang                  | Italien     | Doppelsitzer |
| 21. Januar 2012   | Železniki              | Slowenien   | Doppelsitzer |
| 15. Februar 2012  | Nowouralsk             | Russland    | Doppelsitzer |
| 2. März 2012      | Umhausen               | Österreich  | Doppelsitzer |
| 20. Januar 2013   | Umhausen               | Österreich  | Doppelsitzer |
| 13. Januar 2017   | Moskau                 | Russland    | Doppelsitzer |
| 29. Januar 2017   | Deutschnofen           | Italien     | Doppelsitzer |
| 18. Februar 2017  | Umhausen               | Österreich  | Doppelsitzer |
| 16. Februar 2019  | Umhausen               | Österreich  | Doppelsitzer |
| 5. Januar 2020    | Winterleiten           | Österreich  | Doppelsitzer |
| 9. Februar 2020   | Laas                   | Italien     | Doppelsitzer |
| 10. Februar 2021  | Laas                   | Italien     | Doppelsitzer |